# Cryphoecina
Cryphoecina is een monotypisch geslacht van spinnen uit de familie van de waterspinnen (Cybaeidae).

## Soort
- Cryphoecina deelemanae Deltshev, 1997